# パジャジャラン王国
パジャジャラン王国（パジャジャランおうこく）は、西部ジャワ地方に存在したヒンドゥー国家。

## 史料
当初、専門家たちは西部ジャワにはタルマヌガラ王国しかなかったという意見だったが、いくつかの記録が発見されるに至って、パジャジャランという王国が存在したことが判明した。しかし、パジャジャラン王国の明確な所在地は現在も不明である。

### 刻文
ラクルヤン・ジュル・パンガンバト刻文（923年）
ボゴールで発見される。古ジャワ語にムラユ語を混ぜて書かれており、パジャジャラン王国への政権の返還について記している。このことからパジャジャラン王国は、東ジャワの王国かシュリーヴィジャヤ王国に支配されていたと推察できる。
ホルレン刻文
マジャパヒト王国出所。西方からの敵の妨害のため、ホルレン村の住民が不安を感じているとの記述がある。この「西方からの敵」がパジャジャラン王国ではないかと推察されている。
チタシ刻文（1030年）
スワルナブミ軍に勝利を収めたパジャジャラン軍への感謝の印として建てられたサン・ヒャン・タパック堂を記念して、マハラジャ・ジャヤブパティという名の王の命によって建立された。
アスタナグデ刻文
チアミス地方のカワリで出土。パジャジャランのパクワンからカワリへの遷都について記述している。

### 物語
『キドゥン・スンダヤナ』
ブバット（マジャパヒト）での会戦におけるパジャジャラン軍の敗北と、スリ・バドゥガ王と王女の戦死について語っている。
『パラヒャンガン物語』
ブバット会戦後のスリ・バドゥガの後継者であるヒャン・ウニ・ソラという人物について記述している。